# Harry Blackstaffe
Henry Thomas Blackstaffe, detto Harry (Islington, 28 luglio 1868 – West Wickham, 22 agosto 1951), è stato un canottiere britannico.

## Carriera
Ha vinto la medaglia d'oro olimpica nel canottaggio alle Olimpiadi 1908 tenutesi a Londra, trionfando nella gara di singolo maschile.